# Haslev
Haslev es una población en el municipio de Faxe en la parte sur de Selandia, Dinamarca. Se encuentra a 60 kilómetros de Copenhague y tiene 11.306 habitantes (2013).
Haslev es conocida por sus escuelas y sus áreas verdes (skolebyen i det grønne).
Los castillos de Gisselfeld y Bregentved están cerca de Haslev.

## Historia de Haslev
Haslev comenzó siendo una pequeña villa llamada Hasle con algunas casas y calles alrededor de la iglesia. Se cambió el nombre a Haslev para evitar las confusiones con otras problaciones con nombres similares en Dinamarca. 
En 1870, se inauguró el ferrocarril que pasaba por Haslev. En ese entonces, Haslev tenía solo 653 habitantes. Se pavimentó una calle llamada Jernbanegade, para conectar la iglesia con la nueva estación de tren. En los años siguientes, esta calle se convirtió en la vía principal del pueblo con tiendas y bancos. En 1911 contaba con 3668 habitantes. En los 80's se construyó una plaza sobre esta calle. Durante el siglo XX Haslev creció rápidamente.
A principios de la década de 1970, un hombre llamado Ole Christiansen fundó nuevos vecindarios con casas para una familia, contaban con jardín y tenían un bajo costo. Esto motivó a varias familias en Selandia, especialmente de Copenhague, a mundarse a Haslev. 
El ganador del Premio Nobel, Jens Christian Skou, estudió en el Haslev Gymnasium. En 1997, recibió el Premio Nobel de Química por su descumbrimiento de la bomba sodio-potasio